# Maria Hempel
Maria Hempel, Maria Hemplówna (ur. 6 maja 1834 w Brzezinach, zm. 3 lutego 1904 w Węglinie) – polska etnografka, botanik (florystka), etnobotanik.

## Życiorys
Córka Aleksandra Klemensa i Marii z Bogdanowiczów. W 1857 r. zaręczyła się ze swoim ciotecznym bratem, inżynierem budowlanym Kazimierzem Łapczyńskim, zajmującym się botaniką. W tym samym roku umarła matka Marii, co wymusiło na niej opiekę nad rodzeństwem.
Zaangażowana w działalność patriotyczną. Przed 1863 r. współpracowała z Chełmskim Komitetem Niewiast. W czasie powstania styczniowego była kurierką i wywiadowczynią, pomagała w ukrywaniu i zaopatrzeniu powstańców.
Do 1875 roku mieszkała w majątku w Tarnowie. Po licytacji dór przebywała we dworach u krewnych i przyjaciół, zajmując się prowadzeniem gospodarstwa kobiecego: w Słupi Nadbrzeżnej, Skorczycach, Nadrybiu, Samoklęskach i Węglinie.

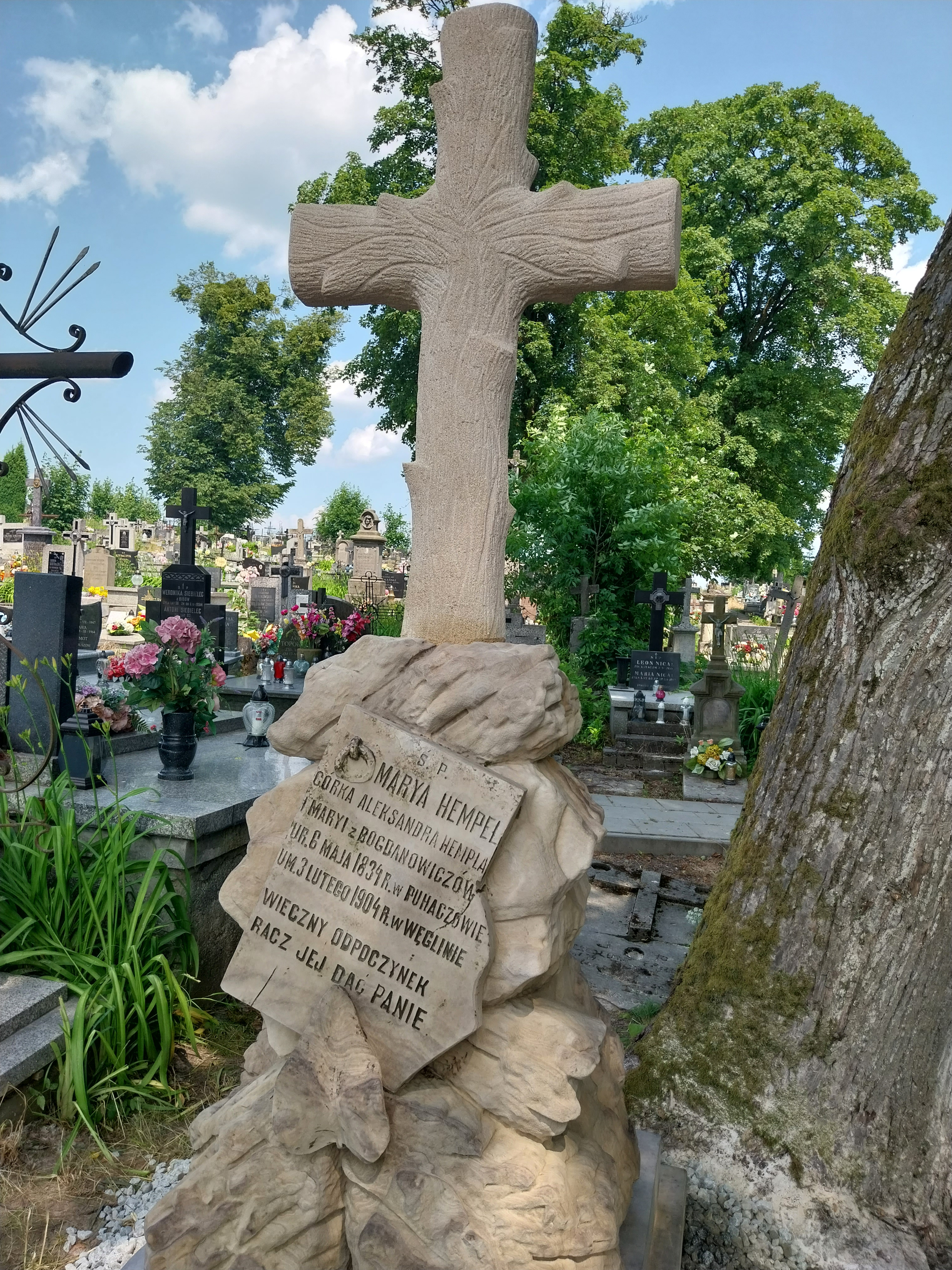
Nagrobek Marii Hempel po renowacji

W 1904 r. zmarła, pochowana została na cmentarzu w Rzeczycy Ziemiańskiej. Pod koniec maja 2023 roku Instytut Pamięci Narodowej Oddział w Lublinie wykonał remont nagrobka Marii Hempel. Jej grób został wpisany do prowadzonej przez IPN ewidencji grobów weteranów walk o wolność i niepodległość Polski. 

## Dokonania

### Botanika
Maria Hempel gromadziła zbiory botaniczne i dokumentowała stanowiska wielu cennych gatunków roślin wschodniej Lubelszczyzny i lewego brzegu Wisły. W 1881 r. odkryła na Stawskiej Górze jedyne ówcześnie znane stanowisko dziewięćsiłu popłocholistnego (obecnie w tym miejscu jest rezerwat przyrody Stawska Góra).
Jej artykuły drukowane były w Pamiętniku Fizjograficznym w 1885 r. Po śmierci Kazimierza Łapczyńskiego wydała jego pracę Flora Litwy w Panu Tadeuszu (1894).
Zebrane przez Marię Hempel arkusze zielnikowe znajdują się w zielniku roślin naczyniowych Lubelszczyzny Katedry Botaniki, Mykologii i Ekologii Uniwersytetu Marii Curie-Skłodowskiej.

### Etnografia i folklorystyka
Zbierała materiały etnograficzne z Chełmskiego, współpracując z Oskarem Kolbergiem w opracowaniu monografii tego regionu.

### Etnobotanika
Szczególnie istotnym obszarem działalności Marii Hempel były badania w zakresie etnobotaniki. Zaangażowała się w uzupełnienie ankiety Józefa Rostafińskiego z 1883 roku dotyczącej ludowego nazewnictwa i użytkowania roślin w Polsce.

## Twórczość
- Dzieje Starego Testamentu w skróceniu (1884)[3]
- Dalcia (1892)[5]